# Transportul în Ucraina
Transportul în Ucraina este relativ variat, comparativ cu alte țări în Europa de Est, include transport rutier, feroviar, maritim, fluvial și aerian. Unele centre urbane se prezintă cu metrouri de mărimi decente.
Sectorul de transport reprezintă 11% din PIB-ul statului, ci 7% din forța sa de muncă.

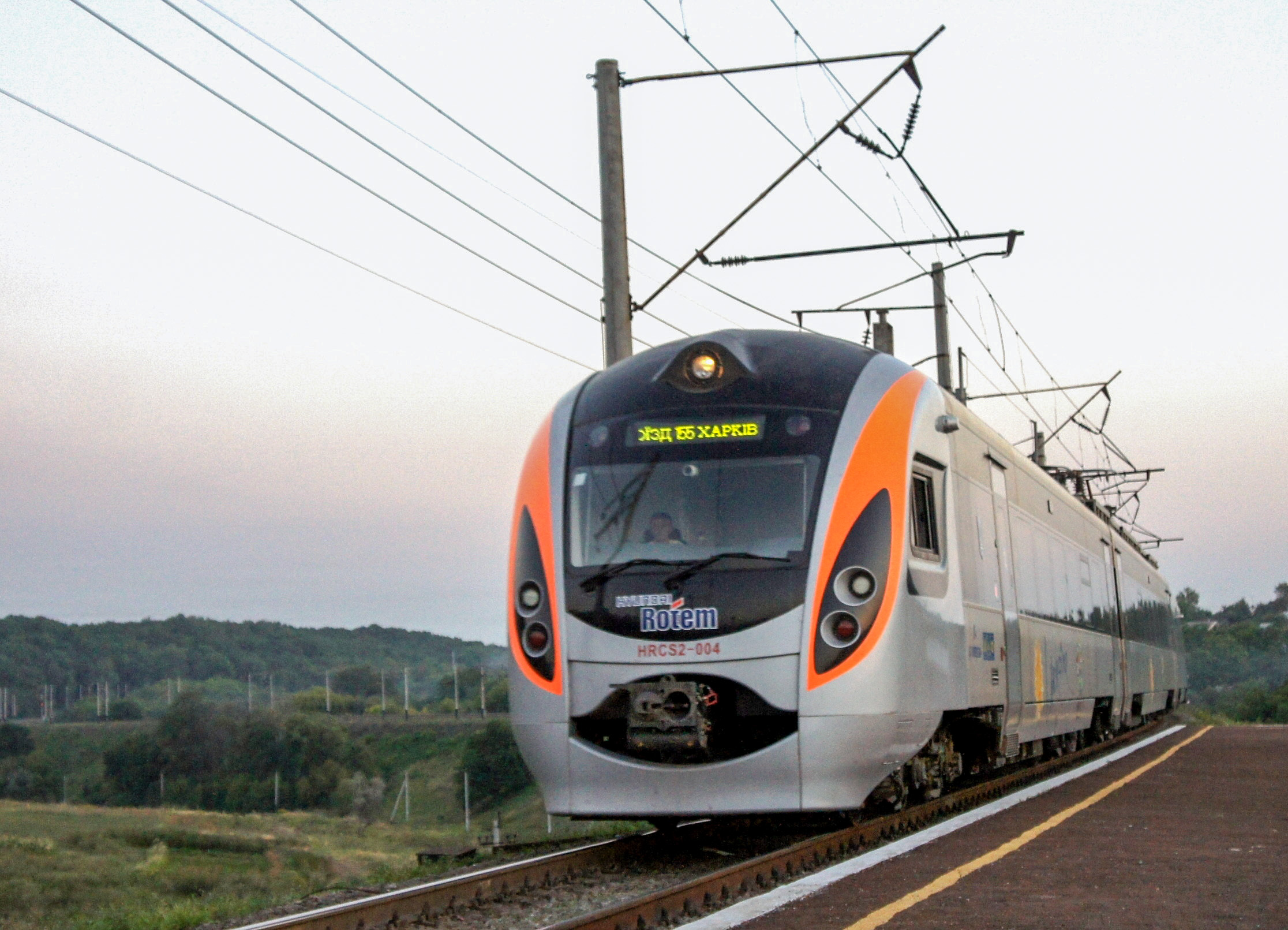
Transportul feroviar în Ucraina este folosit intensiv

În total, Ucraina are 164,732 kilometri de străzi pavate. Șosele majore sunt marcate cu litera „M” (în Ucraineană, prima literă a cuvântului internațional), aceste rute extind prin toată țara, conectând toate orașele majore din Ucraina și, totodată permit acces către țări vecine.
Transportul maritim internațional este asigurate în principal prin Portul Odesa, de unde pleacă regulat feriboturi spre Istanbul, Varna și Haifa. Cea mai mare companie de feriboturi care operează în prezent aceste rute este Ukrferry.
Transportul feroviar este des folosit în Ucraina, conectând centrele industriale, urbane și cartiere rezidențiale. În perioada în care Ucraina era stat comunist, mii și mii de kilometri de căi ferate au fost construite și doar o parte erau electrificate. În anii 2000, 9.250 km de căi ferate au fost electrificate pentru transport mai eficient.
În prezent, Ucraina este unul dintre cei mai mari utilizatori de transport feroviar din lume.

## Transport Rutier

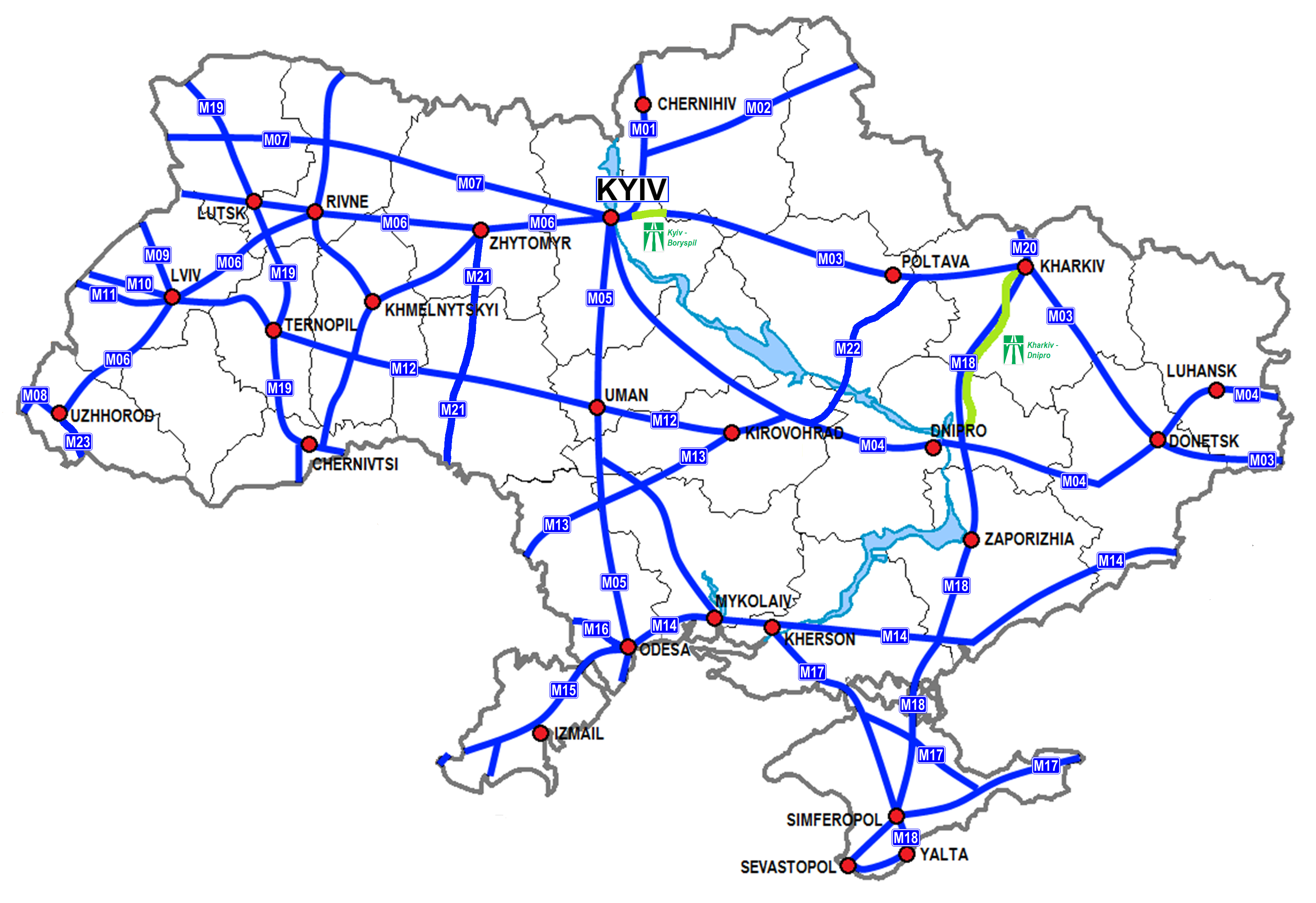
Hartă a străzilor majore din Ucraina

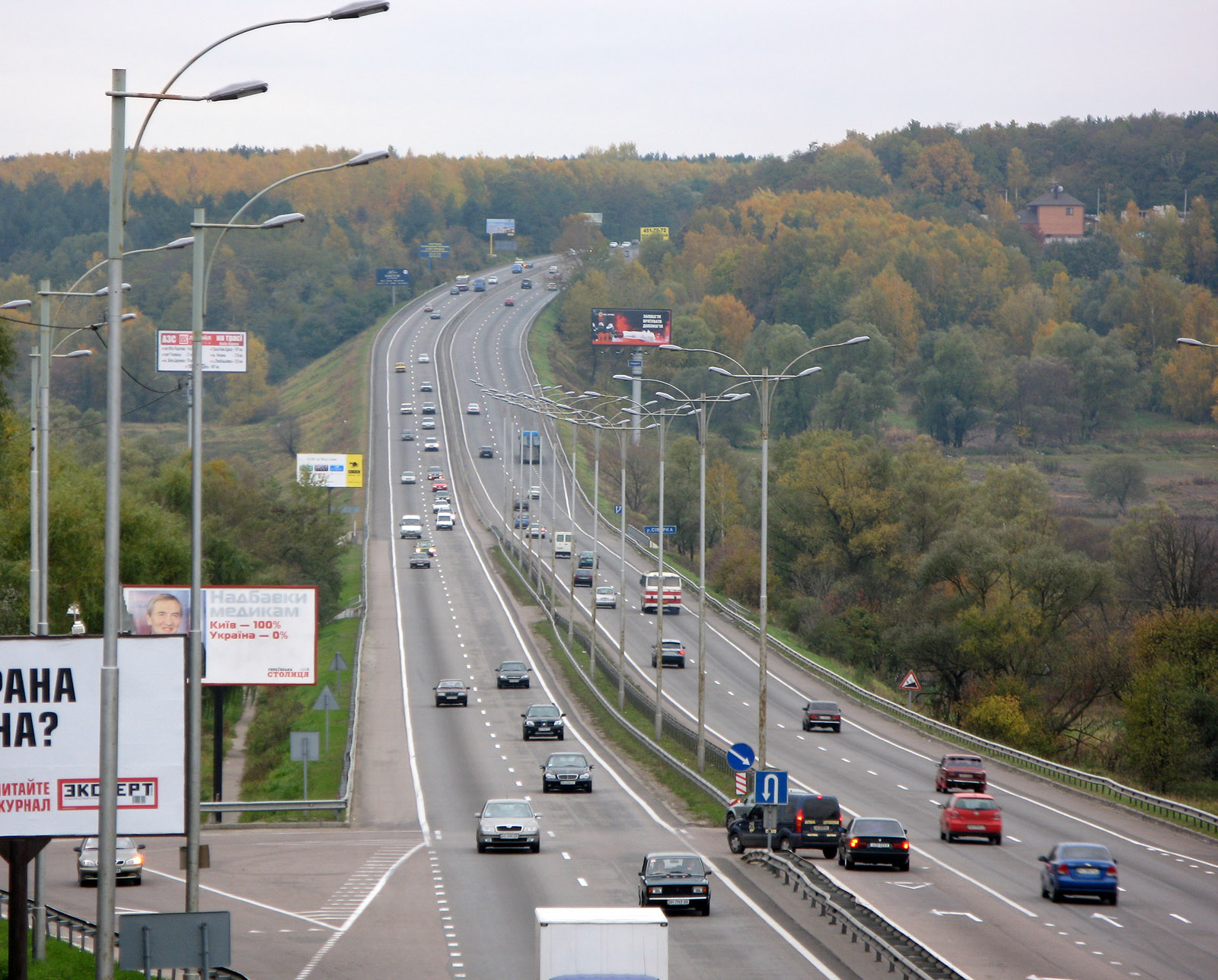
Parte a autostrăzii E95/M05, în apropierea Kievului

Dezvoltarea drumurilor publice în Ucraina este în prezent în urma ritmului de motorizare din țară. În perioada 1990-2010, lungimea rețelei de autostrăzi abia dacă a crescut. Densitatea autostrăzilor în Ucraina este de 6,6 ori mai mică decât în Franța (respectiv 0,28 și 1,84 kilometri de drumuri pe kilometru pătrat de suprafață a țării). Lungimea drumurilor expres în Ucraina este de 0,28 mii km (în Germania – 12,5 mii kilometri, în Franța – 7,1 mii kilometri), iar nivelul finanțării pentru fiecare kilometru de drum în Ucraina este de aproximativ 5.5-6 ori mai mic decât în aceleași locații.
Acest lucru se datorează mai multor motive obiective, inclusiv faptul că povara întreținerii rețelei de transport pe cap de locuitor este semnificativ mai mare decât în țările europene, din cauza densității populației relativ scăzute a Ucrainei (76 de persoane pe kilometru pătrat), a puterii de cumpărare scăzute a cetățenilor (1/5 din capacitatea de cumpărare a zonei euro), a numărului relativ scăzut de mașini deținute și a teritoriului extins al națiunii.
Starea operațională a drumurilor este foarte proastă; aproximativ 51,1% dintre drumuri nu îndeplinesc standardele minime, iar 39,2% necesită reconstrucții majore. Viteza medie pe drumurile din Ucraina este de 2-3 ori mai mică decât în țările occidentale. Începând cu 2016, multe dintre autostrăzile provinciale majore ale Ucrainei sunt într-o stare foarte proastă, un oficial Ukravtodor declarând că 97% dintre drumuri au nevoie de reparații. Bugetul pentru repararea drumurilor a fost stabilit la aproximativ 20 de miliarde de ₴, dar corupția face ca bugetul să fie cheltuit prost, iar camioanele supraponderale sunt omniprezente, provocând rapid mai multe daune rutiere. În plus cu conflictul Ruso-Ucrainean, vehicule militare în numere mari traversează străzile Ucrainei de est, provocând daune mai severe.
- Total: 169,477 km
- Pavat: 164,732 km
- Nepavat: 4,745 km (2004)

Străzi principale
 Autostrăzi din Ucraina - 193 km (2010):
Kiev – Boryspil | Kharkiv – Dnipro
 Autostrăzi federale - 8,080 km (2009):
M01|M02|M03|M04|M05|M06|M07|M08|M09|M10|M11| M12|M13|M14|M15|M16|M17|M18 |M19|M20|M21|M22|M23
Notă: Autostrăzi federale nu sunt neaparat autostrăzi de mare viteză, dar sunt șosele cu importanță regională în sistemul de transport rutier din Ucraina.

## Transport Feroviar

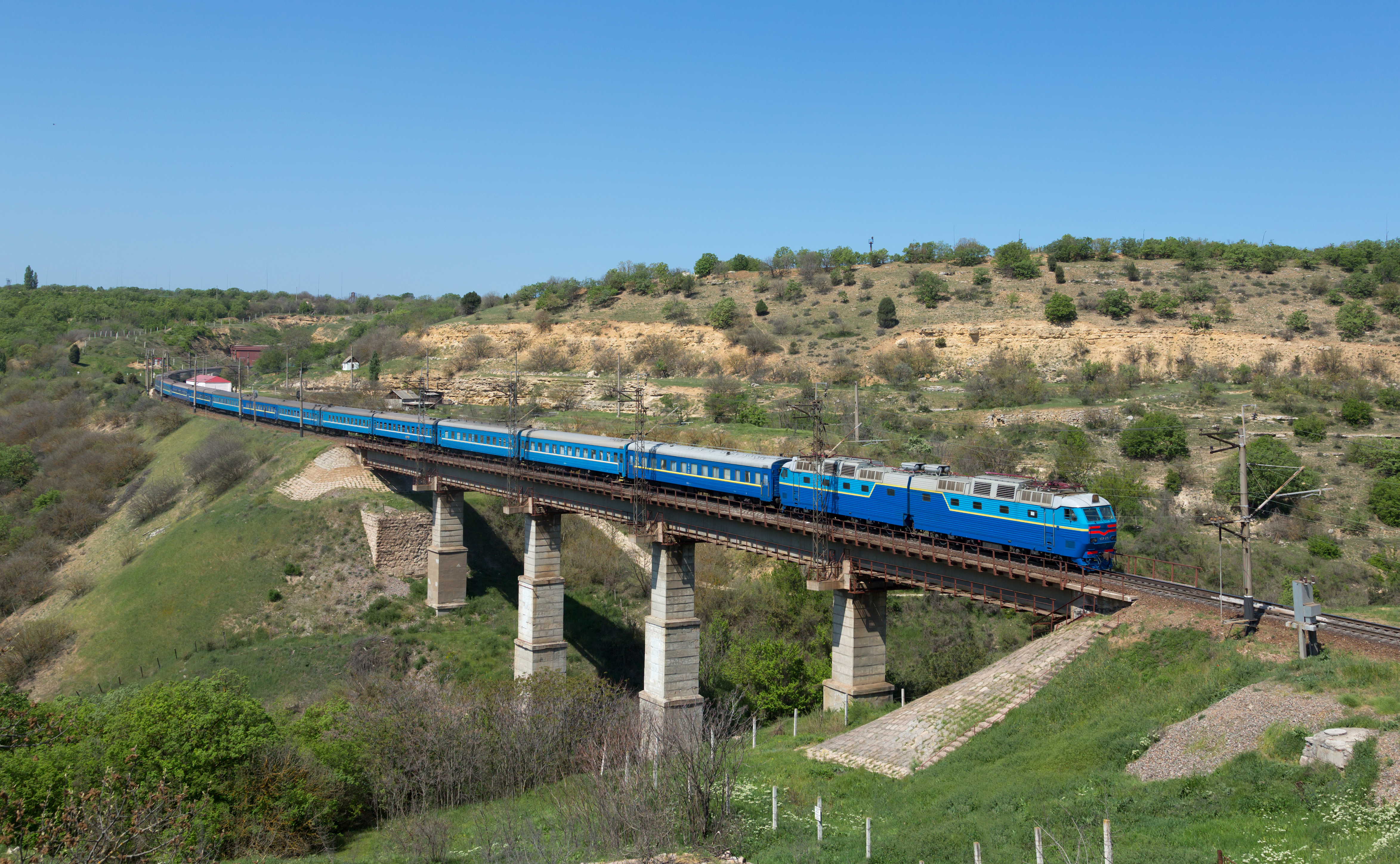
Un tren cu vagoane de dormit, în Crimeea

Toate căile ferate internaționale din Ucraina (în afară de cele construite de companii străine) sunt deținute de guvern, mai precis de compania Ukrzaliznytsia. 
Lungimea căilor ferate este de aproximativ 21,700 km totali, plasându le locul 3 din Europa.
Circa 10.000 km este electrificat (3 kV DC și 25 kV AC),
- Ecartament larg: 21,500 km (1,520 mm)
- Ecartament standard: 200 km (1,435 mm și electrificat)

Conexiuni cu alte țări
- Belarus
- Rusia
- Republica Moldova
- România (ruptură de ecartament, între 1,520 mm și 1,435 mm)
- Ungaria (ruptură de ecartament, între 1,520 și 1,435 mm)
- Polonia (ruptură de ecartament, între 1,520 mm și 1,435 mm, plus ecartament standard de marfă)

## Transport aerian

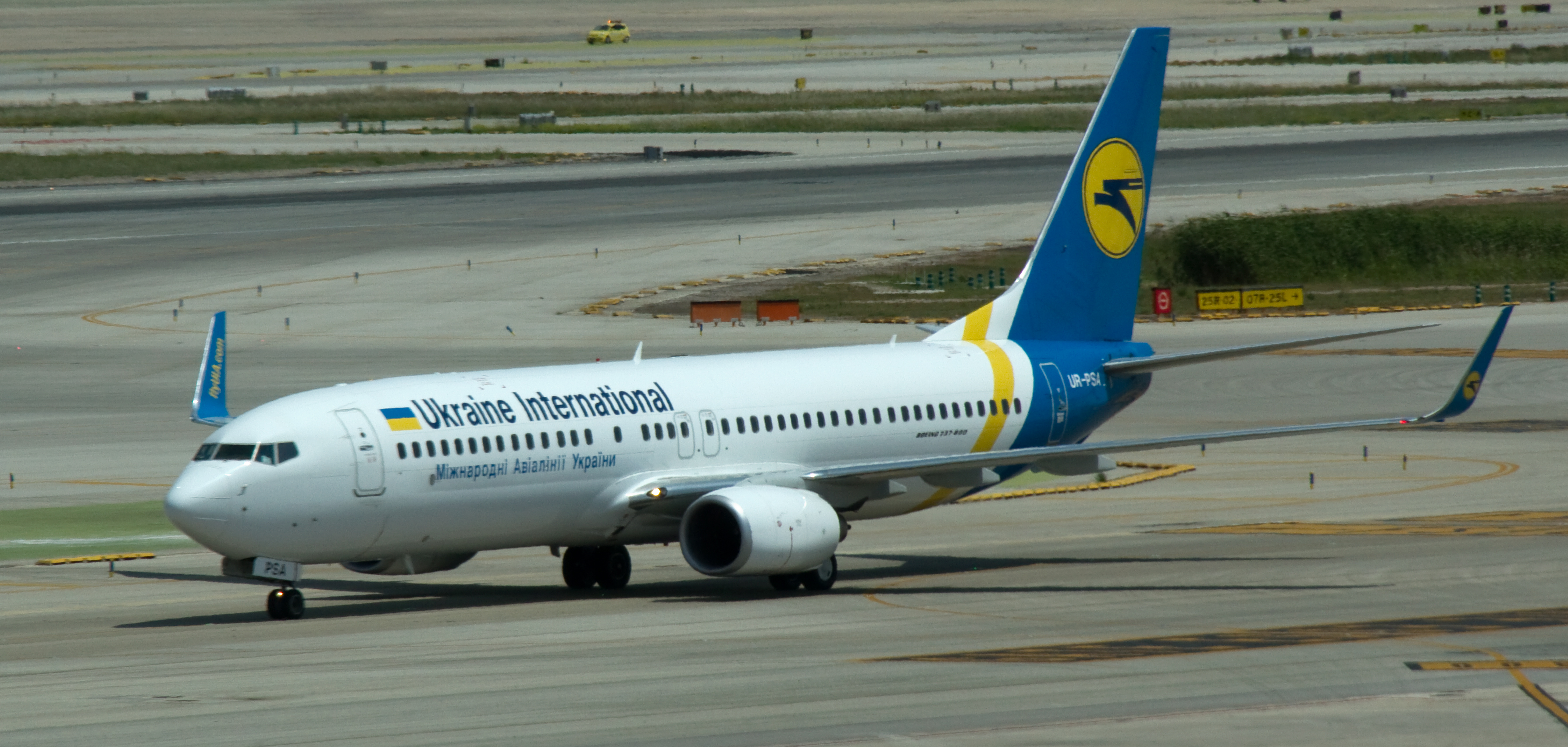
Un Boeing 737 al companiei aviatice din Ucraina UIA

Sectorul aviatic din Ucraina se dezvoltă foarte rapid, recent fiind instituit un program fără vize pentru cetățenii UE și cetățenii altor națiuni „occidentale”, sectorul aviatic al țării gestionează un număr semnificativ crescut de călători. În plus, acordarea turneului de fotbal Euro 2012 Poloniei și Ucrainei ca gazde comune a determinat guvernul să investească sume uriașe de bani în infrastructura de transport, în special în aeroporturi.
În prezent, există trei terminale importante noi în construcție, în Donețk, Lviv și Kiev, un nou terminal a fost deja deschis în Harkov, iar Aeroportul Internațional Boryspil din Kiev a început recent operațiunile la Terminalul F, primul dintre cele două noi terminale internaționale ale sale. Ucraina are o serie de companii aeriene, dintre care cea mai mare este compania aeriană națională, UIA. Antonov Airlines, o filială a Biroului de Proiectare Aerospațială Antonov, este singurul operator al celui mai mare avion cu aripi fixe din lume, An-225.
Aeroportul Donețk a fost distrus din cauza războiului din Donbas.
Noul terminal de la Aeroportul Internațional Odesa a fost deschis pentru zboruri de sosire pe 14 aprilie 2017.
Aeroporturi
Total: 412, dintre care 233 au pistă nepavată (2012)
Aeroporturi cu piste pavate: 179
Peste 3,000 m: 13
Între 2,500 și 3,000 m: 49
Între 1,500 și 2,500 m: 22
Între 900 și 1,500 m: 6
Sub 900 m: 89
Aeroporturi fără piste pavate: 233
Între 2,500 și 3,000 m: 2
Între 1,500 și 2,500 m: 6
Între 900 și 1,500 m: 9
Sub 900 m: 216 (2012)
Heliporturi: 7